# Soroll electroquímic
El soroll electroquímic és una tècnica per a monitorar la corrosió. Consisteix en la mesura de les petites fluctuacions de voltatge i/o intensitat entre uns elèctrodes inserts en el sistema a monitorar. Les fluctuacions són de poca magnitud, propera al soroll i es guarden en registres que es poden analitzar mitjançant mètodes estadístics, descomposició freqüencial o teoria del caos; en alguns casos és possible determinar si el sistema pateix corrosió i el tipus de corrosió que succeeix.